# Fernando García Ponce
Fernando García Ponce (1933 - 1987) fue un pintor mexicano nacido en Mérida, Yucatán y fallecido en la Ciudad de México. Hermano del escritor Juan García Ponce. 

## Datos biográficos
Fernando García Ponce (1933–1987) fue un arquitecto y artista abstracto mexicano que perteneció a la Generación de la Ruptura. García Ponce es conocido por sus pinturas y collages abstractos , la mayoría de los cuales utilizan formas estructuradas y geométricas en lugar de formas orgánicas. 
García Ponce nació en Mérida, Yucatán , México el 25 de agosto de 1933.  A la edad de 11 años, la familia de García Ponce se mudó a la Ciudad de México. En 1952, García Ponce se matriculó en la Universidad Nacional Autónoma de México para estudiar arquitectura.
El 11 de julio de 1987, García Ponce murió de un infarto en Coyoacán , Ciudad de México ; García Ponce tenía 53 años en ese momento.
Su hermano mayor, Juan García Ponce , fue un autor muy conocido y ha publicado obras sobre el arte y la vida de su hermano.
García Ponce es parte de una generación de artistas que comenzó a buscar nuevas opciones creativas a partir de 1945. En México, este deseo de crear una nueva tradición fue particularmente difícil en México, debido a la omnipresencia de los "tres grandes" muralistas: Siqueiros, Rivera y Orozco. García Ponce y otros pintores de su generación sintieron la necesidad de establecer la independencia de la pintura frente a cualquier tipo de programa social o político.
En 1952, ingresó a la Universidad Nacional Autónoma de México para estudiar la carrera de arquitectura. Al mismo tiempo, acudía al taller de Enrique Climent, al que García Ponce reconoció siempre como su maestro, a pesar de que Climent no enseñaba, sólo pintaba. A un año de finalizar su carrera, García Ponce junto con Alain Lipkes, un francés de origen ucraniano que había llegado a México huyendo de épocas de persecución, viajó a París y otras ciudades europeas. Decidió abandonar la carrera de arquitectura para dedicarse a la pintura.

## Regreso a México
A su regreso a México se dedicó completamente a su nueva pasión, apreciando, según sus palabras, "el movimiento aparentemente revolucionario de los muralistas... tan faltos de calidad pictórica". Sus primeras obras en 1954 fueron básicamente retratos, elaborados en tonos pastel. Poco después optó por técnicas más osadas, pintando naturalezas muertas cercanas al cubismo, como puros estudios geométricos. Su primera exposición se presentó en Galería de Arte Mexicano el 20 de abril de 1959. Un año después, sus obras adquirieron un abstraccionismo que ya nunca abandonó, fragmentando en ellas sus zonas de color.

## Obras
La obra de Ponce está tocada por la experiencia cubista, el pintor elegía la despersonalización y la búsqueda de la pureza. 
Después se enfocó más en el equilibrio entre la forma y el espacio y su pintura trata de ir más allá de las apariencias.
Ponce deja que sus obras hablen por sí mismas, los cuadros son espacios vivos, animados por el espíritu del artista.
"Desde su primera exposición , Fernando García Ponce mostró que si pintura estaría presidida por el signo del rigor. Tocadas por la experiencia cubista, sus obras tempranas dejaban ver con absoluta claridad el sentimiento que había determinado la elección de sus antecesores. Antes que Braque o Picasso, el recuerdo de Juan Gris. Frente a la tentación de meter toda la realidad del objeto en el ámbito cerrado del cuadro, frente a la libertad creadora y la voluntad de transformación, el pintor elegía la despersonalización, la búsqueda de la pureza última de que es capaz la representación formal. Su cubismo era, en el sentido más profundo, analítico."
"Sus cuadros son simple y difícilmente, espacios vacíos, espacios animados por la presencia del espíritu que el creador logra hacer encarnar".
Algunas de sus obras son:
- Autorretrato (1951)[8]
- Naturaleza muerta (1959)
- Pintura A-63 (1963)
- Pintura No. 3 (1964)
- Relieve y Espacio (1970)[9]
- Homenaje a Picasso (1976)[10]
- Fulgor y muerte (1980)[10]
- Composición horizontal con punto rojo (1986)[11]

## Premios y exposiciones
Recibió entonces un Premio en el Salón de la Plástica Mexicana. Miembro activo de la llamada generación de ruptura (Nueva Pintura Mexicana), a la cual pertenecieron artistas como Lilia Carrillo, José Luis Cuevas, Manuel Felguérez, Vicente Rojo Almazán, entre otros, y teniendo a Juan García Ponce, hermano de Fernando, como su crítico más generoso e inteligente. Todos ellos formaron parte de la recién inaugurada galería que el español Juan Martín creó a su llegada a México. Aquí, presentó en 1963 su primera exposición totalmente abstracta. En 1973 se presentó en la Sala Nacional del Palacio de Bellas Artes (Ciudad de México) una exposición retrospectiva 1962-1972. Ejerció su profesión de arquitecto en su ciudad natal destacando los edificios de la Delegación de Tránsito Federal, Coca-Cola, Veladoras El Faro, la Clínica Médica y varias casas particulares.
Buena parte de su obra, preservada y protegida por la Fundación MACAY es expuesta de manera permanente en las salas del Museo de Arte Contemporáneo Ateneo de Yucatán. Otra parte importante de ella forma parte de la colección del Museo Tamayo Arte Contemporáneo de la Ciudad de México.